# 347 Pariana
347 Pariana là một tiểu hành tinh lớn ở vành đai chính. Nó được xếp loại tiểu hành tinh kiểu M.
Tiểu hành tinh này do Auguste Charlois phát hiện ngày 28.11.1892 ở Nice. Không biết rõ nguồn gốc tên của nó.